# الأفوكاتو (فلم)
الأفوكاتو هو فيلم مصري بطولة عادل إمام ويسرا. ومن إخراج رأفت الميهي. أُنتِج عام 1983 وتم عرضه في 1 نوفمبر 1983.

## قصة الفيلم
تدور احداث الفيلم حول محامي يدعى حسن سبانخ، يحاول سبانخ التأقلم مع أوضاع السجن أثناء قضاءه عقوبة الحبس لمدة شهر بسبب إهانته للمحكمة في أحد القضايا، يتمكن سبانخ من إقامة العديد من العلاقات الملتوية أبرزها مع تاجر المخدرات حسونة محرم، وسليم أبو زيد أحد مراكز القوى في الستينيات، ويلعب سبانخ على جميع الحبال ويبدأ في تحريك النظام القضائى وأوضاع المجتمع المقلوبة كعرائس الماريونيت. ينجح سبانخ في إخراج حسونة محرم من السجن، وإعادته لواجهة المجتمع مرة أخرى، وذلك تمهيداً لقيام سبانخ نفسه بالنصب على حسونة في «خبطة العمر»، حيث تضمنت خطة سبانخ الاتجار في العملة، وتزويج شقيقة زوجته لحسونة، ولأن وقعة «الشاطر» بألف، وسقطة سبانخ نفسه تحسب بألفين فقد نجح حسونة في الإيقاع بالمحامى البهلوان وإرغامه على دخوله السجن، ولأن سبانخ يعشق التلاعب فإنه سرعان ما يستأنف نشاطه من داخل أسوار السجن، متحالفاً مع سليم أبو زيد في عملية جديدة تبدأ كما انتهى الفيلم بالهروب، وبدء حياة «ملتوية» جديدة

## بطولة
- عادل إمام  بدور المحامي حسن عبد الرحيم «سبانخ»
- يسرا بدور عطية
- صلاح نظمي بدور سليم أبو زيد
- إسعاد يونس بدور عصمت
- علي الشريف بدور عبد الجبار
- حسين الشربيني بدور حسونة محرم
- محمد الشرقاوي بدور فتحي

## وصلات خارجية
- مقالات تستعمل روابط فنية بلا صلة مع ويكي بيانات